# 釋惠敏
釋惠敏法師（英语：Huimin Bhikshu）俗名郭敏芳，臺灣佛教比丘，佛教弘法師、學者、教育家。現任法鼓山僧團首座和尚、西蓮淨苑住持、佛教電子佛典基金會董事長、國立臺北藝術大學與法鼓文理學院名譽教授。
郭敏芳1954年生於台灣台南，在1975年於臺北醫學院藥學系畢業，1979年在新北市三峽區的西蓮淨苑剃度出家。1985年中華學術院佛學研究所結業後，1986年留學日本，1992年獲得東京大學文學博士。
返台後於法鼓山中華佛學研究所與國立藝術學院任教，學術生涯中擔任法鼓文理學院首任校長、國立臺北藝術大學代理校長、教務長、學務長、中華佛學研究所副所長等職。
2005年成為法鼓山創辦人釋聖嚴法師12位傳法法子之一。

## 現任職務
- 西蓮淨苑住持 (1998年6月-)

- 法鼓山僧團首座和尚

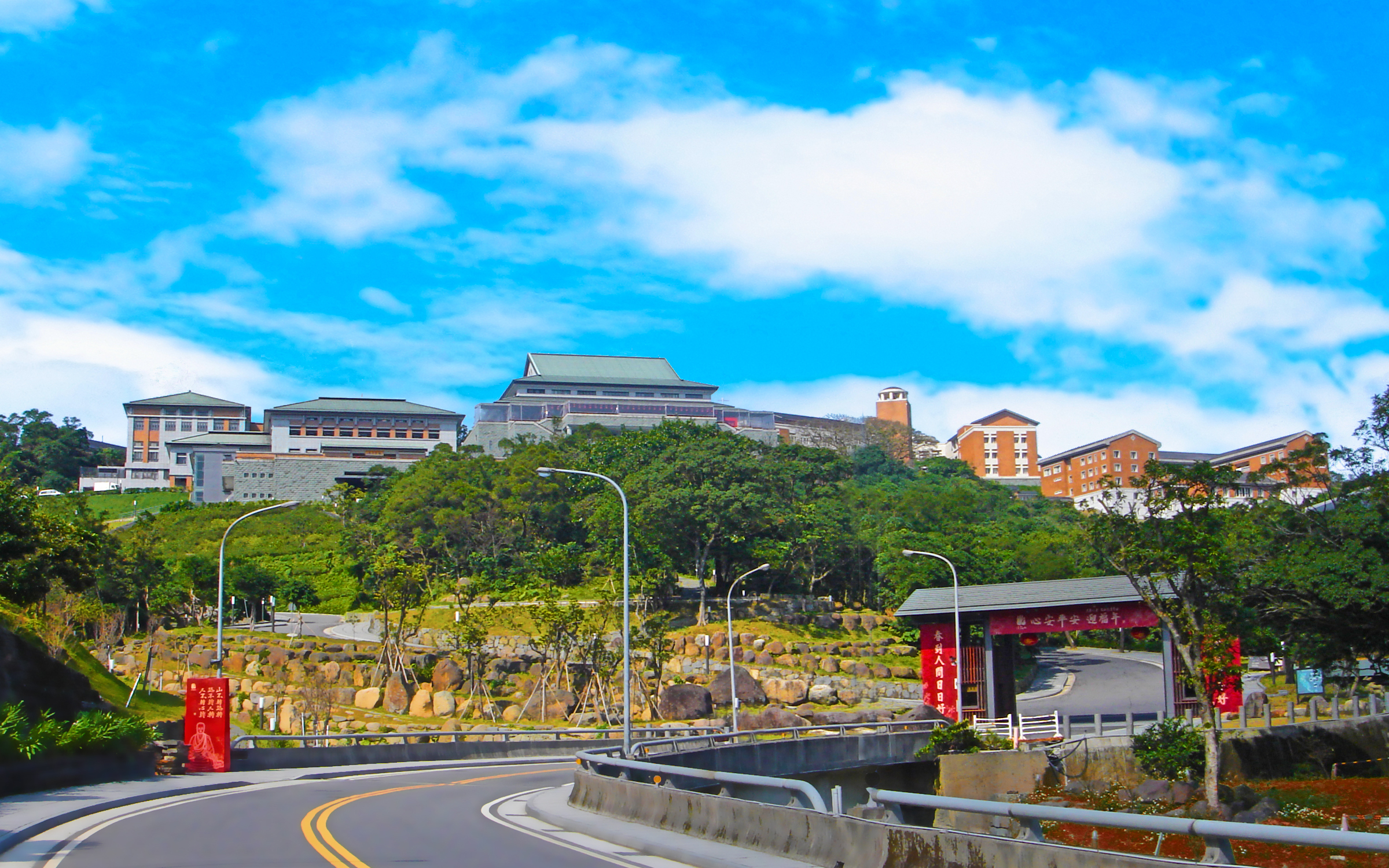
法鼓山世界佛教教育園區

- 法鼓文理學院佛教學系名譽教授(2022年8月-)
- 國立台北藝術大學人文學院名譽教授(2014年8月-)
- 佛教電子佛典基金會董事長 (2023年8月-)

## 經歷

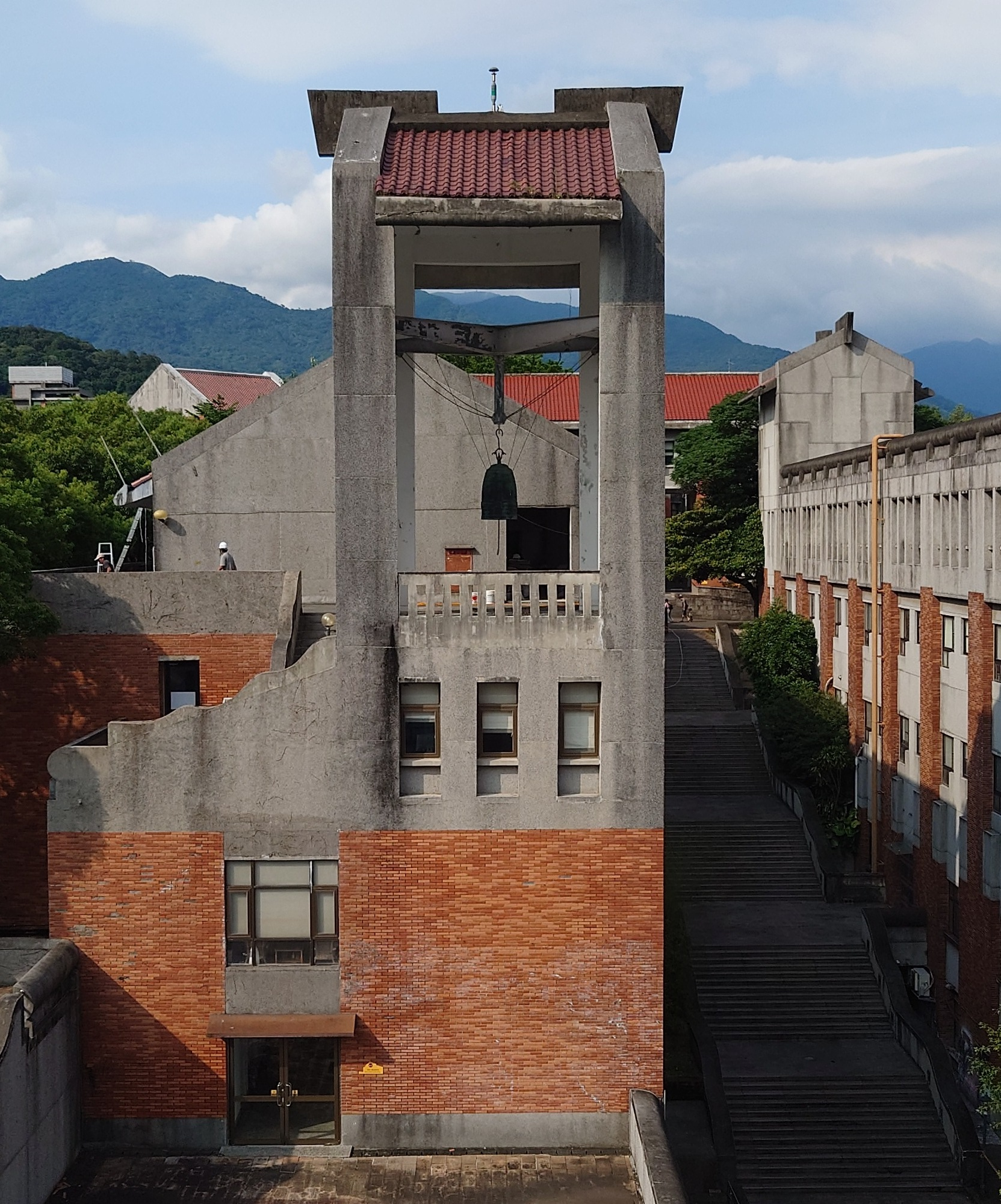
北藝大鐘樓，由釋惠敏代理校長任內捐贈銅鐘啟用

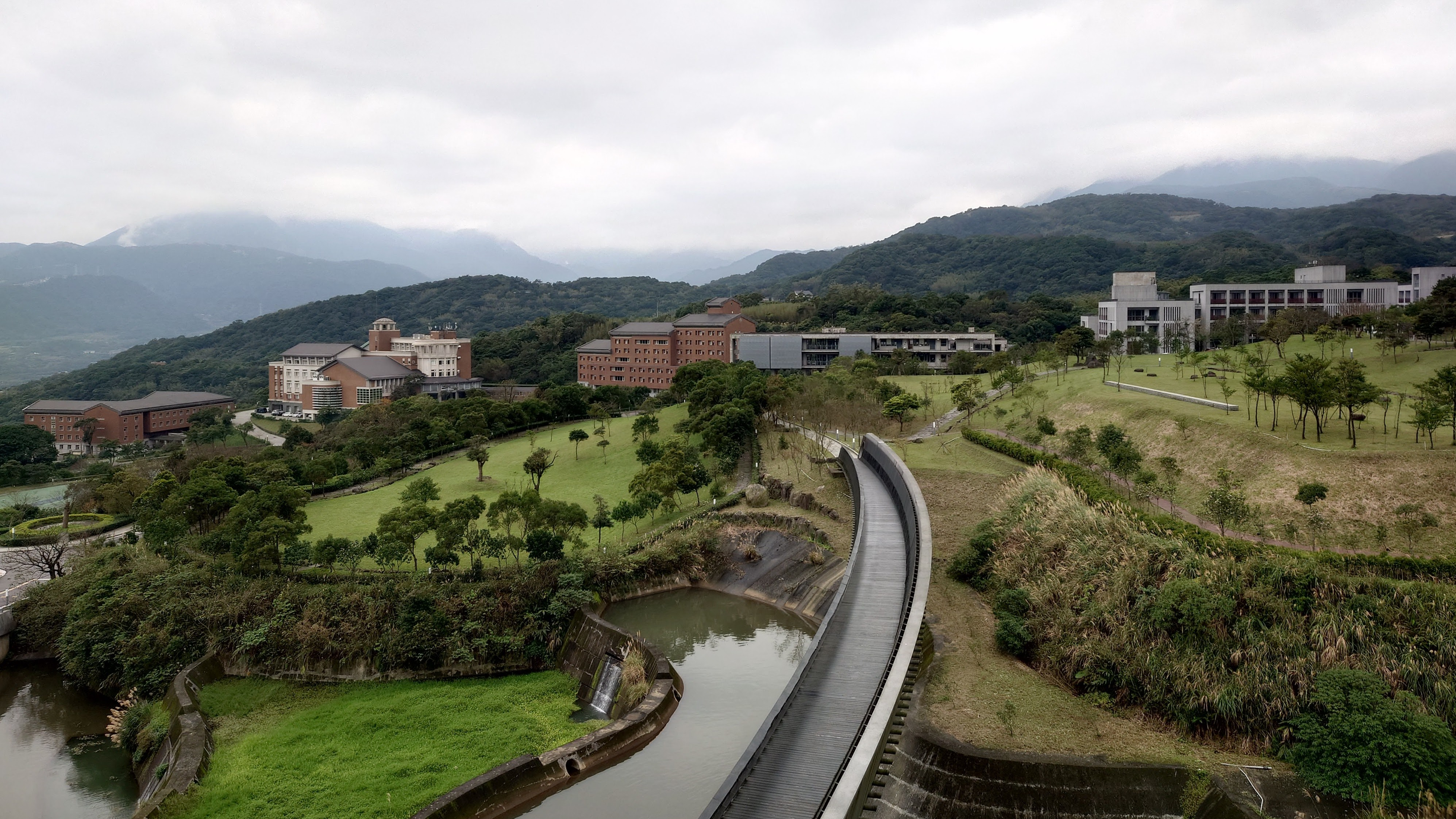
法鼓文理學院校園

- 法鼓文理學院校長(2014年至2022年)
- 法鼓佛教學院校長(2007年至2014年)
- 國立台北藝術大學代理校長(2006年1月25日至2006年7月31日)
- 國立台北藝術大學教務長(2000年8月至2006年7月31日)
- 國立台北藝術大學共同學科主任(2000年至2006年)
- 國立台北藝術大學共同學科教授(1999年6月始)
- 中華電子佛典協會主委(1998年2月15日至2023年8月)
- 中華佛學研究所副所長(1994年至2007年)
- 國立藝術學院學生事務長(1994年至1997年)
- 美國密西根大學佛教文化研究所客座研究者(1992年2月至4月)

## 著作
- 2022《校長的博雅新視點》（台北︰法鼓文化）
- 2020《校長的十八般武藝》（台北︰法鼓文化）
- 2017《校長的番茄時鐘》（台北︰法鼓文化）
- 2016《法華經成立的新解釋--從佛傳讀法華經》平岡 聰著，釋惠敏、釋洞崧譯（台北︰法鼓文化）
- 2015《六十感恩紀--惠敏法師訪談錄》國史館 侯坤宏、卓遵宏訪問（台北︰法鼓文化）
- 2013《校長的三笑因緣》（台北︰法鼓文化）
- 2010《校長的午後牧歌》（台北︰法鼓文化）
- 2007《當牛頓遇到佛陀》（台北︰法鼓文化）
- 2005《心與大腦的相對論》（台北︰法鼓文化）
- 2000《佛教教理研究：水野弘元著作選集（二）》。水野弘元著、釋惠敏譯（台北︰法鼓文化）
- 1999《戒律與禪法》（台北︰法鼓文化）
- 1997《禪定與生活》（台北縣︰西蓮淨苑出版社）
- 1997.09《大乘止觀導論：梵本「大乘莊嚴經論．教授教誡品」初探》。關則富共著（台北︰法鼓文化）
- 1996.09《梵語初階》。釋齎因共著。（台北︰法鼓文化）
- 1995.12《生命緣起觀：梵本「淨明句論．第廿六品觀十二支分」初探》。釋果徹共著（台北︰東初出版）
- 1993～《蓮風小語1993》、《蓮風小語1994》、《蓮風小語1998》...（台北縣︰西蓮淨苑出版社）
- 1994.06《「声聞地」における所緣の研究》（日本東京︰山喜房佛書林）

## 個人網頁
- Facebook （页面存档备份，存于）
- 惠敏法師e學園
- Blog(wordpress) （页面存档备份，存于）
- 論文下載academia(https://independent.academia.edu/Huiminbhikshu （页面存档备份，存于）)
- 論文下載researchgate(https://www.researchgate.net/profile/Huimin_Bhikshu)
- Blog(tudou) （页面存档备份，存于）
- 教學聯盟網 （页面存档备份，存于）